# واقعیت شبیه‌سازی‌شده

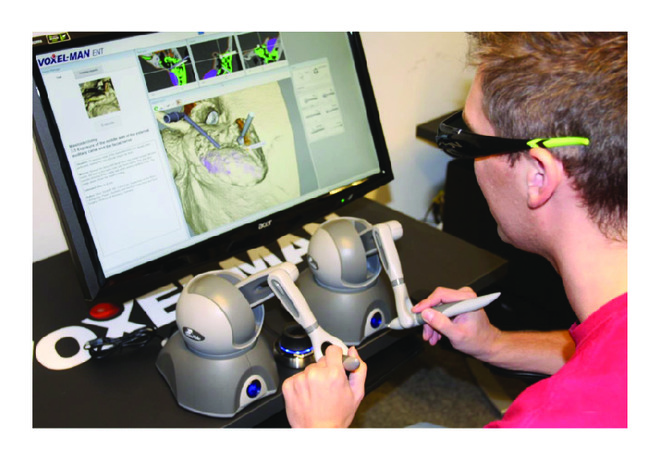
واقعیت شبیه‌سازی‌شده

واقعیت شبیه‌سازی‌شده فرضیه‌ای است که طبق آن واقعیت را می‌توان آنقدر دقیق شبیه‌سازی نمود (مثلاً با استفاده از شبیه‌سازی کامپیوترهای کوانتومی)، که قابل تشخیص از واقعیت اصلی نباشد و این مفهوم از مفهوم واقعیت مجازی که از نظر تکنولوژیکی قابل دسترسی است، کاملاً متفاوت است. تشخیص واقعیت از واقعیت مجازی به سادگی امکان‌پذیر است، حال آنکه تشخیص واقعیت شبیه‌سازی‌شده از واقعیت اصلی امکانپذیر نیست.